# Каркас західний (втрачена)
Каркас західний — вид дерева, складова ботанічної пам’ятки природи місцевого значення «Каркас західний» (біогрупа з 4-х дерев, яка була втрачена), що була створена рішенням ОВК від 29.12.1979 року № 764 та від 02.10.1984 року № 493 за адресою м. Одеса, провулок Удільний, 6.  
Рішенням Одеської обласної ради від 27 січня 2006 року "Про скасування статусу та виключення зі складу природно-заповідного фонду області ботанічних пам’яток природи місцевого значення на території м. Одеси, що втратили природну цінність", об’єкт було скасовано. 
Територіальним органом Мінприроди не надавалось погоджень на знесення дерев, натомість їх самовільно знесло ТОВ «Доміно», у зв’язку з чим регіональна екологічна інспекція 12.05.2003 року виставила претензію на суму 5216 грн, яку біло сплачено.
В 2023 році, згідно наказу Міністра захисту довкілля та природних ресурсів України № 695/39751 від 05.05.2023 року каркас західний включений до "Переліку чужорідних видів дерев, заборонених у відтворенні лісів", з відповідною забороною використовувати його для створення та відновлення лісів та полезахисних смуг в Україні.